# Bkav
Bkav (trước đây là Bách Khoa Antivirus) là một phần mềm diệt virus được phát triển bởi công ty cổ phần Bkav.

## Các phiên bản

### Bkav Home
Bkav Home là phiên bản dùng trong máy tính nhà, một công cụ khá gọn nhẹ và tiện lợi.
Tính năng cơ bản:

Bkav Home 2018 trên Windows 7

- Quét, diệt virus và Adware – Anti Leak, Trojan, BackDoor trong bộ nhớ cơ bản
- Cho phép quét theo lịch
- Hoạt động ở chế độ nền
- Tải phần mềm an toàn – Safe Download (Cài Plugin Bkav trên trình duyệt web)
- Bảo vệ thời gian thực – Realtime Protection
- Không cho phép cập nhật cơ sở dữ liệu virus. Phiên bản mới được ra hằng ngày trên trang chủ, người dùng chỉ có thể cập nhật bằng tay. Tuy nhiên, đã có một số phần mềm do các cá nhân và tổ chức khác thiết kế nhằm giúp người dùng BkavHome tự động cập nhật, như phần mềm WinHeal BKAV AutoUpdate, BKAV Checker,...

### Bkav Pro
Bkav Pro là phiên bản cao cấp dùng trong máy tính đơn vị, công ty, văn phòng và doanh nghiệp có tính bảo mật cao và là dịch vụ bảo vệ máy tính tối ưu.
Tính năng nâng cao:

Bkav Professional 2010 trên Windows XP

Bkav Professional 2018 trên Windows 8.1

- Khả năng tự động cập nhật (auto-update). Cập nhật nhanh hơn vì cơ chế cập nhật từng phần. (Yêu cầu phiên bản Pro)
- Được hỗ trợ trực tiếp từ các nhân viên kĩ thuật của Bkav.
- Có tính năng ghi chẩn đoán và gửi tới cho phía hỗ trợ khách hàng của Bkis.
- Giao dịch online an toàn – Safe Payment
- Khả năng quét nâng cao như cho phép quét sâu, thông minh, nhanh, file nén,..
- Diệt virus siêu đa hình, lây sâu vào hệ thống
- Chống Hacker, chống lộ lọt thông tin – Anti Leak, chống phần mềm gián điệp – Anti Keylogger
- Ngăn chặn virus lây qua chat, Bảo vệ ổ đĩa chia sẻ – Share – full Protection
- Heuristic Scan (Quét Heuristic, dùng trí tuệ nhân tạo AI): Quét theo hành vi của virus máy tính.
- Registry Protect (Bảo vệ Registry): Bảo vệ, kiểm soát các chương trình có hành vi tác động tới Registry.
- Self Defense (Tự bảo vệ) Bảo vệ phần mềm Bkav khỏi các phần mềm độc hại làm ảnh hưởng tới hoạt động bảo vệ máy vi tính của Bkav.
- Chống virus mã hóa tống tiền – Anti Ransomware.
- USB Protection (Bảo vệ USB): Tự động phát hiện virus máy tính có chứa trong các Ổ USB flash, thiết bị ngoại vi,....
- Bảo vệ truy cập web: Chặn các địa chỉ có khả năng chứa malware.
- Parental Control: Chặn web đen.
- Firewall (tường lửa): Quản lí quyền truy cập kết nối mạng của các phần mềm máy tính.

### BMS
Phần mềm bảo vệ SmartPhone, diệt virus tốt nhất (Hiệp hội an toàn thông tin VNISA bình chọn). Bkav Mobile Security được trang bị công nghệ quét thông minh. Bên cạnh các tính năng sẵn có chặn tin rác và cuộc gọi không mong muốn, chống trộm, tìm vị trí điện thoại, chặn nghe lén, sao lưu danh bạ, tin nhắn và cuộc gọi, giám sát truy cập và duyệt web an toàn. Phần mềm có tích hợp các tính năng mới: Dọn rác tối ưu hệ thống và Ẩn nội dung riêng tư.

## Chất lượng

### Nhận diện sai phần mềm hợp pháp và chỉ số bảo vệ thấp
Trong báo cáo tháng 11-12.2023 của AV-TEST, tỉ lệ phát hiện sai phần mềm hợp pháp là phần mềm độc hại trong quá trình quét hệ thống của Bkav phiên bản 8.2 trên Windows là 190 trường hợp vào tháng 11 và 84 trường hợp vào tháng 12, trong khi mức tiêu chuẩn của ngành chỉ là 17 trường hợp trong một tháng. AV-TEST chỉ ra rằng có thể thấy rõ ràng mức độ sai lệch nghiêm trọng và tai hại của phần mềm này trong khi hoạt động, không chỉ là vấn đề nhận diện sai về phần mềm độc hại mà còn ảnh hưởng đến việc cài đặt và sử dụng phần mềm hợp pháp của khách hàng. Bên cạnh đó, các trường hợp cảnh báo sai và chặn hành động sai khi người dùng cài đặt phần mềm hợp pháp cũng cao hơn mức tiêu chuẩn của ngành đề ra. Tổng thể, chỉ số bảo vệ của Bkav được AV TEST đánh giá là ở mức 3/6, điểm khả năng sử dụng là 3/6.
Ông Nguyễn Tử Quảng từng chia sẻ việc này: "Phần mềm diệt Virus của BKAV tham gia chứng chỉ AV-TEST - đó là một trong những chứng chỉ uy tín nhất hiện nay trên thế giới về đánh giá các sản phẩm công nghệ nói chung và sản phẩm an ninh mạng nói riêng. BKAV thuộc tốp trên 10 nước có sản phẩm tốt nhất trên thế giới. Đã gọi là test thì sẽ có hạng mục điểm cao, hạng mục điểm thấp. Nhưng họ chỉ xem hạng mục điểm thấp và cho rằng đó là dưới chuẩn. Lẽ ra với một sản phẩm được đứng vào tốp tốt nhất trên thế giới như vậy, BKAV đáng được ghi nhận nhưng người ta chỉ nhìn vào chỉ số thấp nhất và làm sai bản chất của vấn đề."

## Bị tấn công bảo mật
Tháng 8/2021, một hacker với biệt danh "Chunxong" đã công khai trên diễn đàn RaidForum rằng đã thực hiện cuộc tấn công mạng và nắm được mã nguồn tất cả sản phẩm của BKAV như BKAV Pro, đồng thời rao bán bất hợp pháp mã nguồn trên diễn đàn với mức giá hơn 300.000 đô la Mỹ.
Tuy nhiên, đại diện Bkav cho biết các mã nguồn đó là các mã nguồn cũ, không ảnh hưởng khách hàng và vụ việc do nhân viên cũ thực hiện trong thông tin gửi tới báo chí chính thống cũng như giới truyền thông đồng thời cơ quan công an cũng đã bắt tay điều tra vụ việc này.
Tối 8 tháng 8 năm 2021, tin tặc đăng ảnh được cho là cuộc hội thoại nội bộ của các quản lí BKAV, khẳng định mình không là nhân viên cũ của BKAV và dữ liệu của mình là mới. Chiều 15 tháng 8, tin tặc đăng video quá trình tấn công vào hệ thống BKAV. Trong video này cho thấy các sản phẩm, thông tin nội bộ có thể bị đánh cắp và các nội dung này là các nội dung mới nhất. Việc tấn công này thông qua một lỗ hổng bảo mật nằm ở phần mở rộng mà BKAV viết thêm cho hệ thống VPN nội bộ của mình. Tin tặc cho rằng phần viết thêm này thể hiện yếu kém trong việc kiểm soát và triển khai các sản phẩm an ninh mạng.
Phía hacker có thông tin sẽ phát trực tiếp một cuộc tấn công nhắm vào máy chủ của Bkav nhưng điều này đã không diễn ra theo đúng thông báo. Trên mạng xã hội cho rằng Bkav đã tắt máy chủ của mình nhưng chưa có bằng chứng nào cho thông tin này. Tất cả chỉ dừng ở lời đồn.